# Mulholland Drive: Magdalena am Grab
Mulholland Drive: Magdalena am Grab ist eine Erzählung von Patrick Roth aus dem Jahr 2002. Eine Hörspieladaption entstand 2014.

## Überblick

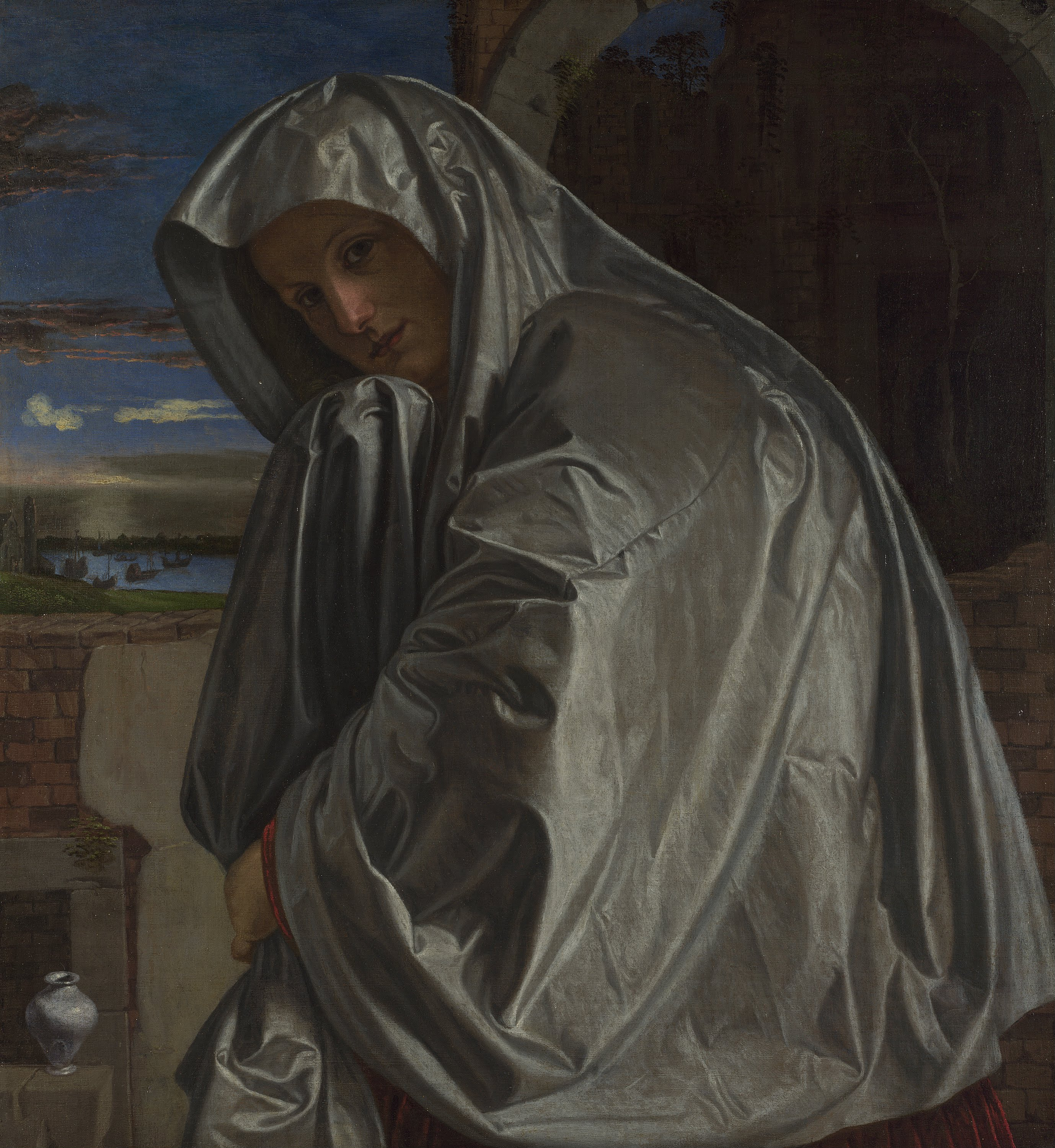
Giovanni Girolamo Savoldo, Maria Magdalena am Grabe, ca. 1530

Im Mittelpunkt der Erzählung steht die Osterszene des Johannesevangeliums, die sich als Schauspielprobe in einem leerstehenden Haus am Mulholland Drive bei Los Angeles zuträgt. In der zeilengenauen Nachstellung der Begegnung des auferstandenen Jesus, dargestellt von einem jungen Regisseur, der zugleich der Erzähler ist, mit Maria von Magdala, gespielt von einer Schauspielkollegin, entdecken die beiden eine Auslassung im Bibeltext, die ein Geheimnis birgt.

## Inhalt
Ein namenloser Ich-Erzähler berichtet, wie er, inspiriert von Pasolinis Bibelfilm Das erste Evangelium – Matthäus, im Rahmen seines Unterrichts beim Hollywood-Regisseur Daniel Mann eine Szene aus dem Johannesevangelium einstudierte: die berühmte Episode von Magdalena, Joh 20,1-18 , die am Ostermorgen ans Grab ihres Herrn geht und zur ersten Zeugin der Auferstehung wird. Die unbekannte, „exotische“ Italienerin Monica Esposito übernimmt die Rolle der Magdalena, drei weitere Schauspiel-Kollegen sind für den Part des Jesus und der beiden Engel, die das Grab bewachen, vorgesehen. Zum Ort der Probe wird eine leerstehende Villa auf Mulholland Drive, ehemaliges Haus eines berühmten Zauberers, der mit einer ungeheuerlichen Nummer seine Karriere beendete: Er sägte seine Tochter in der Mitte entzwei und ließ ihre beiden Teile wie zum Mahnmal links und rechts der Bühne aufrichten. Die Zuschauer wurden aufgefordert, die auseinander gestellten Hälften an den blutigen Seiten zu berühren, dann war die Show beendet. „No restoration“ – die junge Frau wurde nicht wieder zusammengesetzt.

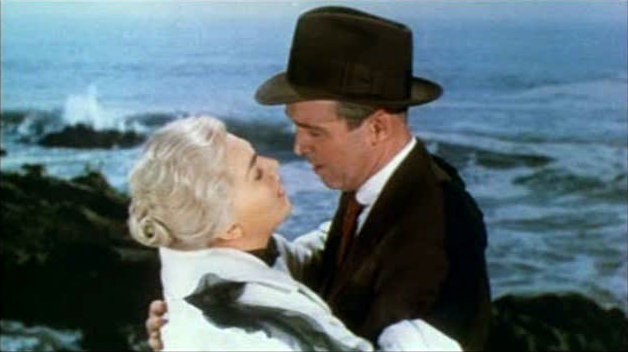
Screenshot aus dem Trailer von Vertigo – Aus dem Reich der Toten (1958)

Unter dem Eindruck der verstörenden Geschichte verabredet man sich für den nächsten Abend zur Probe im ehemaligen Haus des Zauberers. Der Regisseur sorgt sich um Monica, die ihm bedrückt und traurig erscheint. Spontan beschließt er, ihrem Wagen in Richtung Santa Monica Mountains zu folgen. Die Szene aus Hitchcocks Vertigo, in der James Stewart alias Detective John „Scottie“ Ferguson dem Objekt seiner Bewachung, einer selbstmordgefährdeten jungen Frau (Kim Novak), im Wagen nachfährt, kommt ihm in den Sinn. Die junge Frau heißt Madeleine (Magdalena), und er folgt ihr bis an ein Grab. Während seiner Beschattungsfahrt wird dem Regisseur bewusst, dass er die Züge der zerteilten Zauberer-Tochter in Monica hineinliest.

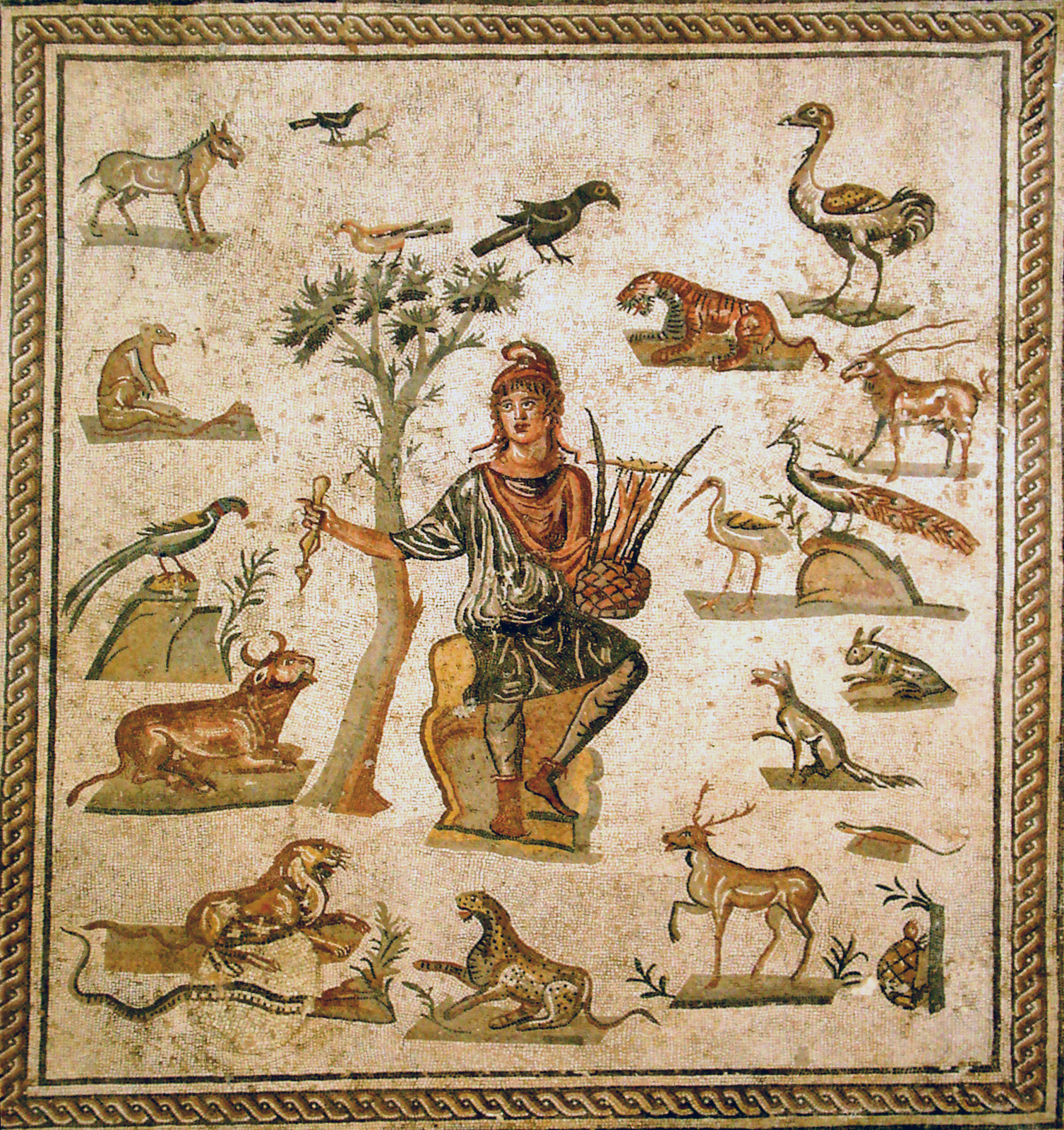
Orpheus umgeben von Tieren. Antikes römisches Bodenmosaik aus Palermo.

Zu Hause nimmt er sich noch einmal die Stelle vor. Im lauten Lesen, noch unterm Eindruck der Verfolgungsfahrt, beschließt er, die Magdalena-Erzählung auf die Wiedererkennung, die in Joh 20, 11-16 erzählt wird, zu beschränken. Jeder einzelne Schritt soll analog der sechs Verse nachgestellt werden. Ihm fällt auf, dass die Wiedererkennungs-Szene ganz auf das Weinen der Magdalena gegründet ist. Was aber wäre, wenn Monica bei der Probe nicht weinen kann? Letztlich sind es die Tränen der Magdalena, die – ähnlich wie die anrührende Musik des Orpheus bei Aornum in Thesprotis – die Einstiegsstelle öffnen, nämlich das konkrete, unabänderliche Faktum des Todes auflöst. Tränen, so die Einsicht des Regisseurs, vermögen zwischen den Welten „der Lebenden und der Toten“ zu vermitteln. Vor dem Einschlafen kommt ihm ein früherer Besuch bei der verehrten Schauspielerin Ingrid Thulin in den Sinn. Auf die Frage nach ihrer Technik des Weinens hatte Thulin statt einer Antwort Tränen fließen lassen.
Am Abend des folgenden Tags wartet Monica bereits auf Mulholland Drive und geleitet den Regisseur ins Haus. Eine Wendeltreppe verbindet die Galerie mit dem tiefer gelegenen Wohnraum, der zur Bühne der Probe umfunktioniert wird. Der Lichtkegel einer Stehlampe auf dem Fußboden markiert den Schauplatz der Handlung, Monicas silberner Gürtel, den sie quer über den Lichtkreis legt, bezeichnet die Schwelle ins Innere des Grabes und die Jacke des Regisseurs, sieben Schritte hinter dem Gürtel, zeigt den Standort der beiden Engel an. Man beginnt ohne die Kollegen zu proben, die den ganzen Abend über nicht erscheinen. Der Regisseur gibt die Folge der Bewegungen Magdalenas vor, und Monica spricht die ihnen zugeordneten Zeilen, die sie vom Manuskript abliest. Im Zuge des sorgsamen Nachstellens der sechs Bibelverse geraten Regisseur und Schauspielerin immer stärker in den Sog ihrer Rollen, und aus dem Spiel wird unversehens Ernst.
Eine unheimliche Dynamik entfaltet sich, je näher die beiden dem Kern der Szene rücken. Monica ist aufgeregt und zittert am ganzen Leib; sie fällt auf die Knie, doch das Hinstürzen ist nur ein Vorwand, ihren Partner zu warnen. „ER IST HIER“ kritzelt sie auf das Manuskript. Die beiden agieren unter dem „brennenden Auge“ eines unsichtbaren Dritten, den sich der Regisseur als Monicas eifersüchtigen Ehemann vorstellt, „irgendeinen Wahnsinnigen“, der jederzeit „losbrechen“ kann. Die Gefahr im Rücken zwingt zu größter Achtsamkeit und Konzentration. In der angsterfüllten, gespannten Atmosphäre entdeckt Monica, was dem Regisseur entgangen ist: Der Bibeltext hat eine Lücke – es fehlt ein Vers: Magdalena steht Jesus, den sie zu diesem Zeitpunkt für den Gärtner hält, zugewandt, doch der Text verlangt, dass sie sich nach ihm umwendet. Alles scheint plötzlich „verdreht“ – mit dem Text, Basis der Probe, stimmt etwas nicht. Monicas Gesicht ist „schmerzverzerrt“, sie weint.
Im Moment größter Verwirrung läuft Monica – gegen den Text – am Regisseur/Jesus vorbei. Ihr Vorbeilaufen ergänzt den fehlenden Vers, sie steht nun mit dem Rücken zu Jesus/dem Regisseur. Jetzt ergibt auch das Anrufen Jesu, der folgende Vers, einen Sinn. Jesus ruft die Frau bei ihrem Namen – „Maria“ – und diese wendet sich nach ihm um. Jesus und Magdalena stehen einander zugewandt und Magdalena spricht: „Rabbuni“: Auf das Vorbeigehen folgt die Wiedererkennung: Magdalena erkennt im verlorenen Geliebten den Auferstandenen. Die Wiedererkennung ereignet sich nicht nur außen, auf der Bühne, sondern auch innen, im subjektiven Erleben der Darsteller – unterm Auge des ominösen „Anderen“. Er repräsentiert den „Deus absconditus“, den „unbekannten Gott“, der in vielen Kulturen im Symbol des Auges erscheint. Die Erzählung handelt somit im Kern von der Erfahrung eines Numinosen.

## Bauform und Struktur
Mulholland Drive: Magdalena am Grab wird rückblickend, aus einem zeitlichen Abstand von zwanzig Jahren, erzählt. Der Text weist Merkmale auf, die ihn mit der Vorgänger-Erzählung Meine Reise zu Chaplin verbinden: den autobiographischen Ich-Erzähler, das Milieu des Films und das zentrale Motiv der Wiedererkennung. Gegenstand des Erzählens ist in beiden Werken ein in der Vergangenheit liegendes, emotional überwältigendes Erlebnis, das erzählend noch einmal in die Gegenwart geholt, re-inszeniert wird. Wie Meine Reise zu Chaplin setzt auch Magdalena am Grab in medias res, mit einem Sprung in die 1980er Jahre, ein. Das zentrale Ereignis, die Schauspielprobe, entfaltet sich in der Mitte des Textes. Angeschlossen ist ein sechsseitiger Epilog, in dem der Erzähler die Essenz aus der erzählten Begebenheit zieht.
Eingelassene Geschichten und Erinnerungen des Erzählers bereiten die im zweiten Teil einsetzende Haupthandlung vor. Die Vertigo-Reminiszenz ebenso wie die Erinnerung an das Gespräch mit Ingrid Thulin führen die Thematik des dissoziierten Weiblichen ein, die in der Geschichte vom Zauberer und seiner Tochter eindringlich dramatisiert ist. Die Verbindung zwischen beiden Episoden stellt sich außerdem im Schauplatz her, der identisch und nicht identisch ist, wie aus dem letzten Satz der Geschichte erhellt: „Ich weiß also nicht, in wessen Zauberers Haus mich Monica geführt hatte.“
Die zerteilt-zerrissene Zauberer-Tochter korrespondiert mit der geheimnisvollen Figur Monicas. Diese wird nicht nur als Exotin wahrgenommen, sie ist darüber hinaus eine Ausgesetzte, Abgesonderte, wie die Tochter des Zauberers in ihrer Zerstückeltheit eine schutzlos Ausgestellte ist. Niemand in der Klasse hat eine Adresse oder eine Telefonnummer von Monica; unmittelbar nach der Probe verschwindet sie spurlos aus dem Leben des Erzählers. Anders aber als die Zauberer-Tochter, die völlig passiv ist, tritt Monica im Zusammenspiel mit dem Regisseur in eine vermittelnde Funktion ein: Sie führt ins Haus und in die Szene hinein, sie macht auf die Wirklichkeit des „Anderen“ aufmerksam, die nicht unmittelbar geschaut werden darf. Schließlich ist sie es, die den verlorenen Bibelvers entdeckt, jenen übersprungenen Satz, der eine verborgene, essentielle Wahrheit enthält, die in der Schlussbemerkung herausgearbeitet wird.

## Die Magdalenensekunde
Bemerkenswert ist, dass die Szene Joh 20, 11-16 nie zur Aufführung gelangte. Im Physischen, nämlich im konkreten Nachstellen des Textes erfahren, hat sich das Ereignis tief ins Gedächtnis eingeprägt, ist über die Jahre „weitergewachsen“ und zu einer inneren Erfahrung geworden. Noch einmal nähert sich der Erzähler dem ausgelassenen Vers an – dem Satz, der das Vorbeigehen Magdalenas verschweigt. Er wird ihm zum Sinnbild für das gegenwärtige Verhältnis von Mensch und Gott: „[Sie] sehen einander nicht mehr. Stehen auseinander-gestellt.“
In der Situation des Getrenntseins ist die Suche nach dem verlorenen Zentrum und die Möglichkeit, an ihm vorbeizugehen, rettend. Erst das Fehlgehen Magdalenas bewirkt die Wendung des Gottes, provoziert sein Anrufen und Sich-Zuwenden. Die Wiedererkennung selbst versteht der Erzähler als Wandlung, als Taufe und als Auferstehung: „Sie [Magdalena] wird von einer, die ihn [Jesus] nicht mehr kannte, nur lebend den Toten suchte, ihm ‚tot‘ war, verwandelt in eine, die ihn erkennt – ihm zum zweiten Mal ‚gebiert‘: denn hier erst, in den Augen dieser leibhaftig sehenden Frau, kommt er zur Welt, als Auferstandener jetzt.“
Diese im gesamten Verlauf der Oster-Erzählung vierte Wendung, in der sich die Beziehung zwischen Mensch und Gott in Suche und Fehlgehen Magdalenas wiederherstellt, fasst der Erzähler ins Bild der Magdalenensekunde. Sie bezeichnet eine „völlige Wandlung“, denn auch Jesus wandelt sich vom dunklen, fremden Gott, der sich nicht zu erkennen gibt, zu einem Gott, der sich auf den Menschen bezieht, von ihm gesehen werden will. „Von einer totalen Abgewandtheit, Geschiedenheit, Getrennt-und-Zerrissenheit beider, des Gottes und des Menschen, of matter and of spirit – kommt es zu einer Wendung, ja Zugewandtheit beider: Einer ist jetzt im Auge des anderen. Der eine erkannt im Einen enthalten.“

## Ausgaben
- Patrick Roth: Mulholland Drive: Magdalena am Grab. In: Patrick Roth (Hrsg.): Ins Tal der Schatten. Frankfurter Poetikvorlesungen. Suhrkamp, Frankfurt a. M. 2002, ISBN 3-518-12277-0, S. 77–111 (Taschenbuch edition suhrkamp 2277).
- Patrick Roth: Magdalena am Grab. Insel, Frankfurt a. M., Leipzig 2003, ISBN 3-458-19234-4 (Insel-Bücherei Nr. 1234.).
- Patrick Roth: Mulholland Drive: Magdalena am Grab. Hoffmann und Campe, Hamburg 2007 (Audio-CD).
- Patrick Roth: Maddalena sulla tomba. Il saggiatore, Milano 2022. Traduzione di Eleonora Di Blasio. ISBN   9788842830405 (ital. Ausgabe).